# 45737 Беніта
45737 Беніта (45737 Benita) — астероїд головного поясу, відкритий 22 квітня 2000 року.
Тіссеранів параметр щодо Юпітера — 3,169.